# Dendropemon parvifolius
Dendropemon parvifolius är en tvåhjärtbladig växtart som först beskrevs av Olof Swartz, och fick sitt nu gällande namn av Van Tiegh.. Dendropemon parvifolius ingår i släktet Dendropemon och familjen Loranthaceae. Inga underarter finns listade i Catalogue of Life.